# トルナナーダシュカ駅
トルナナーダシュカ駅（トルナナーダシュカえき）はハンガリー国ボルショド・アバウーイ・ゼンプレーン県エデレーニ郡にある、ハンガリー国鉄94号線の駅である。

## 駅構造

### ホーム
1面2線の地上駅。島式ホーム1面からなる。
| 路線   | 方向   | 行先             | 備考 |
| ------ | ------ | ---------------- | ---- |
| 94号線 | 西方向 | ミシュコルツ方面 | 普通 |

### ダイヤ[1]
普通列車が、概ね2時間に1本に発車する。

## 隣の駅
ハンガリー国鉄
94号線
普通
コムヤーティ駅 - トルナナーダシュカ駅

## その他
ハンガリー最北端の駅で、スロバキアとの国境に近い。なお、スロバキアの首都ブラチスラヴァよりも北に位置している。国境を挟んだ位置にあるトゥルニャ・ナド・ボドヴォウ駅まで9kmの距離であり、トゥルニャからはコシツェ行快速列車が一日1本発車している。